# Via Nomentana

Algumas estradas consulares.

A Via Nomentana era uma estrada da Roma Antiga que partia de Roma na Porta Nomentana, fechada pelo Papa Pio IV e substituída pela Porta Pia, em direcção a Nordeste, a Nomento (Mentana), perfazendo um total de 23 km. Foi conhecida originalmente como Via Ficulnense, cujo nome procede a antiga vila latina Ficulneia, a cerca de 13 km de Roma, e unia-se à Salaria alguns quilómetros além de Nomento. A moderna auto-estrada segue a quase totalidade do percurso original, embora subsistam troços com o pavimento romano.